# 66 Pułk Artylerii Przeciwlotniczej

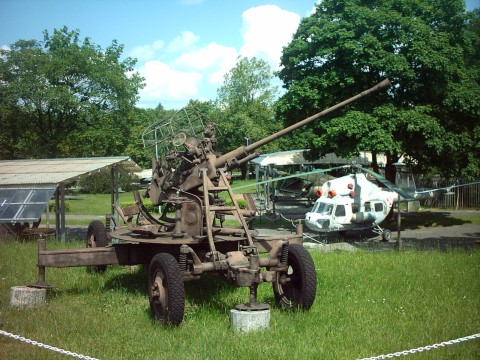
37 mm armata przeciwlotnicza wz. 1939

66 Pułk Artylerii Przeciwlotniczej (66 paplot) – oddział artylerii przeciwlotniczej ludowego Wojska Polskiego

## Formowanie i walki
Pułk został sformowany we wsi Konopnica koło Lublina na podstawie rozkazu Nr 8 Naczelnego Dowództwa Wojska Polskiego z dnia 20 sierpnia 1944 roku, jako pułk przeciwlotniczy małego kalibru 3 Dywizji Artylerii Przeciwlotniczej (2 Armia WP). 25 października 1944 roku w Lublinie żołnierze pułku złożyli przysięgę.
Walczył pod Rothenburgiem, Nieder-Neundorf, oraz nad rzeką Schwarzer Schöps. Szlak bojowy zakończył 8 maja 1945 roku pod Krostowitz.
Na podstawie rozkazu Nr 0236/Org. ND WP z dnia 8 września 1945 roku pułk został rozformowany. Na bazie pułku oraz pozostałych oddziałów 3 DAPlot. sformowany został 86 Pułk Artylerii Przeciwlotniczej w Lesznie.

## Następcy pułku
W 1967 roku tradycje i numer 66 Pułku Artylerii Przeciwlotniczej przejął 93 Pułk Artylerii Przeciwlotniczej we Wrocławiu-Leśnicy. W 1971 roku 66 paplot przedyslokowany został do Bolesławca. Trzy lata później jako pierwszy w Wojsku Polskim przezbrojony został w przeciwlotnicze zestawy rakietowe 2K12 Kub. W 1981 roku pułk podporządkowany został dowódcy 11 Drezdeńskiej Dywizji Pancernej.
8 sierpnia 1992 roku 66 Pułk Artylerii Przeciwlotniczej przyjął tradycje 1 Pułku Artylerii Przeciwlotniczej i przemianowany został na 11 Pułk Artylerii Przeciwlotniczej. Z dniem 7 sierpnia 1994 roku oddział otrzymał nazwę wyróżniającą "Bolesławiecki", a w następnym roku przemianowany został na 11 Bolesławiecki Pułk Przeciwlotniczy.
W 1998 roku jednostka została rozformowana, a jej tradycje przejął 4 Zielonogórski Pułk Przeciwlotniczy w Czerwieńsku.

## Dowódcy pułku
- mjr Wiktor Rudomietow (1944)
- mjr Wasyl Komarow (1944-1945)
- mjr Mieczysław Kordas (1952-1955)
- mjr dypl. Henryk Chmieluk (1955-1956)
- mjr dypl. Kazimierz Pundyk (1957-1958)
- mjr dypl. Stanisław Kościuk (1958-1959)
- mjr dypl. Henryk Sołtysiak (1959-1963)
- ppłk Tadeusz Semenowicz (1963-1970)
- ppłk Kucharczyk
- płk Stanisław Czepielik (1978-1980)
- płk Zdzisław Kostrzewa (1980-1985)
- ppłk dypl. Andrzej Lewandowski (1985-1988)

## Skład etatowy
Dowództwo i sztab
- 4 x bateria artylerii przeciwlotniczej
- kompania wielkokalibrowych karabinów maszynowych
- pluton sztabowy
- pluton amunicyjny
- kwatermistrzostwo

Stan etatowy liczył 520 żołnierzy. Pułk był uzbrojony i wyposażony w:
- 37 mm armaty przeciwlotnicze - 24
- 12,7 mm przeciwlotnicze karabiny maszynowe - 16
- samochody - 69

## Marsze i działania bojowe
|  |  |  |  |  |